# Obala
Obala – miasto w Kamerunie, w Regionie Centralnym. Liczy około 30,7 tys. mieszkańców.
Siedziba katolickiej diecezji, a także Akademii Wojskowej.
W niedalekiej odległości znajduje się grupa progów na rzece Sanaga, zwanych Nachtigal Falls.